# إليسيو موراليس
إليسيو موراليس (بالإسبانية: Eliseo Morales Walter)‏ هو مجدف إسباني، ولد في 23 أبريل 1898 في يكلا في إسبانيا، وتوفي في 5 يناير 1993 في برشلونة في إسبانيا.

## وصلات خارجية
- إليسيو موراليس على موقع الاتحاد الدولي للتجديف (الإنجليزية)
- إليسيو موراليس على موقع أوليمبيديا (الإنجليزية)